# Pavel Smirnov
Pour les articles homonymes, voir Pavel Smirnov (joueur d'échecs) et Smirnov.
Pavel Alexandrovitch Smirnov (Павел Александрович Смирнов), né en 1896 et mort en 1980, est un botaniste soviétique russe spécialisé en floristique et en taxonomie. Il étudia notamment les graminées et particulièrement les stipes.

## Carrière
Pavel Smirnov fut conservateur de l'herbier de l'université de Moscou de 1933 à 1935 et doyen de la chaire de géobotanique de l'université de Moscou. Il récolta plus de dix mille spécimens pour son herbier.

## Publications
- Plantae provincii Mosquensis criticae et rariores, Moscou, 1927, 10 pp.

## Hommages
- (Asteraceae) Cirsium × smirnovii Gubanov[2]
- (Berberidaceae) Gymnospermium smirnovii (Trautv.) Takht.[3]
- (Cyperaceae) Carex smirnovii V.I.Krecz.[4]
- (Fabaceae) Hedysarum × smirnovii Knjaz.[5]
- (Papaveraceae) Papaver smirnovii Peschkova[6]
- (Poaceae) Stipa smirnovii Martinovský[7]
- (Polygonaceae) Calligonum smirnovii Drobow[8]
- (Ranunculaceae) Aconitum smirnovii Steinb.[9]
- (Ranunculaceae) Ranunculus smirnovii Ovcz.[10]
- (Rosaceae) Alchemilla smirnovii Juz.[11]
- (Typhaceae) Typha × smirnovii Mavrodiev[12]